# Leninsk (oblast de Volgograd)
Pour les articles homonymes, voir Leninsk.
Leninsk (en russe : Ленинск) est une ville de l'oblast de Volgograd, en Russie, et le centre administratif du raïon de Leninsk. Sa population s'élevait à 15 473 habitants en 2013.

## Géographie
Leninsk se trouve sur la rive gauche de la rivière Akhtouba, dans le bassin de la Volga, à 52 km — 74 km par la route — à l'est de Volgograd.

## Histoire
Leninsk fut créé en 1802 sous le nom de Prichibinskoïe (Пришибинское), plus tard renommé Prichib (Пришиб). Le village devint Leninsk en 1919. Il reçut le statut de commune urbaine en 1950 puis celui de ville en 1963.

## Population
Recensements (*) ou estimations de la population
| 1959*  | 1970*  | 1979*  | 1989*  |
| ------ | ------ | ------ | ------ |
| 11 361 | 12 062 | 12 259 | 13 110 |

| 2002*  | 2010*  | 2012   | 2013   |
| ------ | ------ | ------ | ------ |
| 14 866 | 15 504 | 15 519 | 15 473 |